# Heodes virganreola
Heodes virganreola är en fjärilsart som beskrevs av Otto Staudinger. Heodes virganreola ingår i släktet Heodes och familjen juvelvingar. Inga underarter finns listade i Catalogue of Life.